# Matrices équivalentes
En mathématiques, deux matrices A et B de même format (m,n) sont dites équivalentes si et seulement s'il existe deux matrices inversibles P et Q (de formats respectifs (n,n) et (m,m)) telles que
Il s'agit d'une relation d'équivalence sur chaque ensemble de matrices d'une taille donnée.
Deux matrices sont équivalentes si et seulement si on peut transformer l'une en l'autre à travers des opérations élémentaires de lignes et de colonnes.
Deux matrices A et B sont équivalentes si et seulement si elles peuvent représenter la même application linéaire {\displaystyle f\colon V\to W} par rapport à deux couples (un pour A et un pour B) de bases (une base de V et une base de W) bien choisis. On pourra alors trouver des matrices P et Q qui établissent l'équivalence de A et B, en prenant P égale à la matrice de passage de la base de V utilisée pour A à la base de V utilisée pour B, et Q égale à la matrice de passage de la base de W utilisée pour A à la base de W utilisée pour B. C'est pour accommoder ces choix que c'est l'inverse de Q qui figure dans la définition ci-dessus.
Théorème — Deux matrices de même taille sont équivalentes si, et seulement si, elles ont même rang.
Il ne faut pas confondre la notion de matrices équivalentes avec celle de matrices semblables. Deux matrices (nécessairement carrées) sont semblables si elles peuvent représenter la même application linéaire {\displaystyle f\colon V\to V} par rapport à deux bases de V bien choisies, et non plus deux couples de bases ; la différence avec la notion d'équivalence est qu'ici on choisit, pour chacune des deux matrices, la base d'arrivée égale à celle de départ. Ainsi, tandis que deux matrices semblables sont équivalentes, la réciproque est loin d'être vraie. En effet, deux matrices carrées dont les polynômes caractéristiques sont distincts ne peuvent pas être semblables, mais elles seront équivalentes dès qu'elles ont le même rang (par exemple si elles sont inversibles toutes les deux).